# Belo Monte (São Tomé e Príncipe)
Belo Monte è una località di São Tomé e Príncipe situata nel nord dell'isola di Príncipe, appartenente al distretto di Pagué. Dista circa 5,60 km dal capoluogo di distretto Santo António.